# Pancsi-pancsi
A Pancsi-pancsi a Frakk, a macskák réme című rajzfilmsorozat első évadjának tizenkettedik része.

## Cselekmény
Lukrécia bogarat ültet Károly bácsi fülébe, hogy vigye Frakkot többet sétálni, különben el fog hízni. A sétához sajnos a legpocsékabb időt választják, így mindketten jó alaposan eláznak, és ennek persze az ötletgazda issza meg a levét.

## Alkotók
- Rendezte: Cseh András
- Írta: Bálint Ágnes
- Zenéjét szerezte: Pethő Zsolt
- Hangmérnök: Bársony Péter
- Vágó: Czipauer János
- Tervezte: Várnai György
- Háttér: Szálas Gabriella
- Asszisztens: Spitzer Kati
- Színes technika: Dobrányi Géza, Fülöp Géza
- Felvételvezető: Dreilinger Zsuzsa
- Gyártásvezető: Magyar Gergely Levente
- Produkciós vezető: Gyöpös Sándor, Kunz Román

Készítette a Magyar Televízió megbízásából a Pannónia Filmstúdió

## Szereplők
- Frakk: Szabó Gyula
- Lukrécia: Schubert Éva
- Szerénke: Váradi Hédi
- Károly bácsi: Rajz János
- Irma néni: Pártos Erzsi
- Nyulak: Erdődy Kálmán, Zách János